# Scorpia
Scorpia (nacida antes de 1970) es el seudónimo de una periodista y crítica de juegos informáticos que estuvo activa desde principios de los años 80 hasta finales de los años '90. Trabajó en la revista Computer Gaming World, escribiendo reseñas de videojuegos de rol y de aventuras. 

## Trayectoria
Scorpia se interesó por la informática después de asistir a una exposición de computadoras. Quería convertirse en programadora, y compró sus primeros juegos de computadora para aprender a programar. En noviembre de 1982, mientras trabajaba como consultora de procesamiento de datos, Scorpia cofundó uno de los primeros grupos de interés especial relacionados con los juegos en CompuServe. Este grupo se convirtió en el octavo foro más popular del grupo, y Scorpia recibió acceso gratuito a su servicio de suscripción a cambio de mantenerlo. Como operadora del sistema, organizó conferencias en línea y organizó juegos. Al año siguiente, el propietario de Computer Gaming World (CGW), Russell Sipe, la contactó en CompuServe y la invitó a escribir para su boletín. Scorpia estuvo de acuerdo, aunque reconoció que nunca lo había leído. Allí valoró videojuegos de rol y juegos de aventuras durante 16 años.
Scorpia se convirtió en una crítica destacada de la industria. Además, de sus escritos y su presencia en línea, también proporcionaba pistas de juego a los jugadores que se comunicaban con ella a través de un apartado de correos. Se dio a conocer por sus duras críticas a los videojuegos que no le gustaban. Por ello, CGW la calificó de "controvertida" y a menudo publicaba una reseña de Scorpia junto con otra del mismo juego escrita por un crítico diferente. La reseña de Scorpia de Ultima VIII: Pagan fue destacada por GameSetWatch como una de las reseñas de videojuegos más duras jamás escritas. Por ejemplo, su reseña de Might and Magic II: Gates to Another World  fue tan dura que su creador, Jon Van Caneghem, nombró a un monstruo en honor a Scorpia en su siguiente juego.
En 1999, Scorpia fue despedida poco después de que George Jones reemplazara a Wilson como editor en jefe. Tras ello, Scorpia comenzó a publicar una revista web por suscripción, pero fracasó porque no pudo encontrar suficientes lectores. Posteriormente, Scorpia inició un sitio web gratuito, donde escribió un blog. Dejó de actualizar el sitio tres años después, en 2009, tras declarar que no podía permitirse el lujo de comprar la nueva computadora que necesitaría para seguir revisando juegos.
Su seudónimo proviene de juegos de rol y está basado en su signo astrológico de Escorpio. Ella valora su privacidad y cita eso como otra razón para usar un seudónimo. En CGW, sólo el propietario, Sipe, sabía su verdadero nombre. Su videojuego favorito era Ultima IV: Quest of the Avatar.